# Rappa Ternt Sanga
Rappa Ternt Sanga T-Pain R&B énekes első nagylemeze.2005 december 6-án jelent meg.Összesen több mint 800 000 darabot adtak el belőle.

## Számok listája
1. "[Intro]" – 1:49
2. "I'm Sprung" – 3:51
3. "I'm N Luv (Wit A Stripper)" (Mike Jones) – 4:25
4. "Studio Luv" – 3:37
5. "You Got Me" (featuring Akon) – 3:35
6. "Let's Get It On" – 3:52
7. "Como Estas (featuring Taino)" – 3:34
8. "Have It Interlude" – 3:16
9. "Fly Away" – 3:55
10. "Going Thru A Lot" (featuring BoneCrusher & MempHitz Wright) – 4:28
11. "Say It" – 4:00
12. "Dance Floor" (featuring Tay Dizm) – 3:58
13. "Ur Not The Same" (featuring Akon) – 4:17
14. "My Place" – 3:40
15. "Blow Ya Mind" – 4:16
16. "Ridge Road" – 4:35
17. "I'm Hi" (featuring Styles P) – 4:32
18. "I'm Sprung 2" (featuring Trick Daddy and YoungBloodz) – 4:20